# DSB IC4
DSB IC4 디젤 동차는 덴마크 철도에서 사용하기 위해 이탈리아 안살도브레다에 주문한 시속 200km급 디젤 동차이다. 덴마크 철도의 '모두에게 좋은 열차를'(덴마크어: Gode tog til alle) 캠페인에 의하여 오래된 차량을 교체하기 위하여 도입을 시작하였다. 이후 엄청난 지연 때문에 정치적인 문제가 되었다.
원래 IC4 디젤 동차는 2006년까지 전 편성이 반입되어 IC3 동차를 단거리 운행으로 돌릴 예정이었다. 제작사의 지연 때문에 2007년 6월 25일에 들어서야 시험차 4편성이 오르후스-올보르 간 영업을 시작할 수 있었다. 같은 해 8월 27일에는 동부 유틀란트의 오르후스-프레데리시아 간 영업을 시작하였다. 이후에 2편성이 추가로 더 투입되었다. 2008년 5월 DSB는 안살도브레다에 최고장을 전달하여, 2009년 5월까지 운행 가능한 상태로 반입된 편성이 14편성 이하인 경우 계약을 취소한다고 밝혔다. 2009년 5월 안살도브레다는 요구 조건을 만족시켰고, 현재 반입이 진행 중이다.
2008년 8월 7일 오르후스-린드홀름, 올보르-코펜하겐 간 첫 장거리 시운전을 하였다. 2009년 5월 4일부터 병결 영업 운행을 허가받았다. 2010년 4월부터는 1개월당 최소 3편성이 반입되며, DSB의 오르후스 공작창에서 부분적으로 제작이 진행된다. 2011년 1월까지는 월~목요일 장거리 열차, 금요일 단거리 열차로 운행하였다. 첫 병결 영업 운행은 2010년 9월 윌란 반도 동부의 단거리 열차, 2011년 1월 17일 장거리 열차로 시작하였다. 2011년 말부터 3편성 병결 운행이 진행될 예정이다. 2012년 3사분기까지 IC4 83편성과 2량 파생형 IC2 23편성이 반입될 예정이다.

## 차량 사양
저 배기가스 CRDi 디젤 엔진을 사용하여, 2240 kW의 편성 출력을 내고 설계 최고 속도 시속 240km, 영업 최고 속도 시속 200km까지 낼 수 있다. 한 편성은 4량의 관절 대차를 사용하며 편성 길이는 86m, 편성 정원은 208명이다. 가벼운 알루미늄 합금을 사용하여 편성 중량은 140톤이다.
최고 4편성이 병결할 수 있지만 병결 영업 운전 시 문제가 발생하여, 처음에는 한 편성만으로 운전하였다. 한 편성만으로는 장거리 운전에 투입하기에 너무 작기 때문에, 지역 내 서비스 투입으로 운행을 시작하였다.

## 디자인
DSB 측 디자이너에서 북유럽식 최소 지향 디자인을 제시하였고, 이탈리아에서 페라리 자동차를 디자인한 핀인파리나 측에서 이탈리아식 곡선을 가미하였다. 외형적으로는 고속 열차와 유사한 전면부의 총알 모양이 특징적이다. 따라서 과거 IC3과는 달리 편성간 관통문을 부착할 수 없다. 내장재는 스칸디나비아식 디자인을 따르고 있으며, 좌석 예약 현황이 표시되는 AV 시스템과 라운지가 있다.

## 도입 계획
DSB 측에 의하면 2010년 8월 24일 기준 반입된 IC4는 총 30편성이다. 이 중 14편성은 영업 운행이 진행 중이다. DSB에서는 안살도브레다에 2009년 5월까지 최소 14편성을 영업에 투입할 수 있도록 제작하지 않았을 경우 계약을 취소하고 열차를 환불하겠다는 최후 통첩을 하였다. 최후 통첩 이후 2009년 합의가 진행된 후 반입된 16편성은 DSB 측의 개조를 거친 후 영업 운행에 투입되었다. 영업 운행 중인 14편성은 평일 동안 98회 영업 운행에 사용된다.
2008년 8월 7일 오르후스에서 코펜하겐까지 승객을 태우고 운행하는 데 성공하였다. 2009년 5월 21일 15편성이 제작되어 최후 통첩의 일부를 맞추었다. 중련 가능한 최소 1개의 편성을 만들어야 한다는 요청은 만족하지 못했다. 최후 통첩을 맞추고 나서, DSB와 안살도브레다는 새 계약을 맺었다. 최종 인도 일자는 2012년까지 연장되었고, 앞으로 생산되는 모든 차량은 안살도브레다의 추가 개발 없이 현재의 차량과 동일하다. DSB는 오르후스에 있는 자체 공작창과 봄바디어 라네르스 공작창을 대여하여 영업 운행이 가능하도록 개조할 예정이다. 안살도브레다는 배상금 20억 Dkr를 보상금으로 지불하였고, 이전의 보상금도 합치면 총 계약금의 절반에 해당한다. DSB는 7개 이상의 편성이 6개월 이상 지연되었을 경우 계약을 취소할 수 있는 권리를 가진다.

## 비판
안살도브레다 측의 엄청난 지연으로 덴마크 정치계에서 단골 논쟁거리가 되고 있다. 덴마크 교통 및 에너지 장관은 국회에 IC4 진행 현황에 대한 보고서를 지속적으로 제출하고 있으며, 덴마크 철도 역시 독자적으로 개발한 차량이 지연의 원인이라고 비판받고 있다. DSB에서 2008년에 주문한 디젤 차량은 기존 존재하는 차량이기 때문에 반입 시기를 맞추었으나, IC4를 비롯한 디젤 고속 차량은 유럽 내 차량 제작사에서 주력 상품이 아니기 때문에 지연이 불가피하다. 또한 IC4를 운행하기 위하여 플랫폼을 연장한 것도 비판의 대상이다.
2006년 뉴스상에는 열차가 올바르게 작동하지만, 문서화된 안전 규정 때문에 영업에 투입하지 못하고 있다고 한다. 2007년 10월 말부터 IC4가 영업 운전에 투입되었지만, 2008년 3월 시운전 중 기름 냄새가 올라오는 문제로 중단되었다. 이후 DSB 측의 자체 개조를 통하여 영업 운행에 사용되었다.
계약이 취소되었을 경우, 일부 정치인들은 덴마크 철도의 전철화를 심각하게 고민할 것을 주문하고 있다. 전철은 환경 친화적이며 조용하고, 현재 디젤 차량보다 전기 차량이 더 많이 생산되기 때문이다. IC4를 자체 디자인한 이유도 필요한 차량이 없어서였기 때문이다. 덴마크에서는 석탄과 풍력으로 전기를 생산하기 때문에 환경 문제에 대해서는 많이 고민할 필요는 없었다.
2009년 현재 덴마크 철도에는 차량이 부족할 뿐만 아니라 차량 상태가 좋은 편은 아니다. IC3 열차도 내구 연한이 끝나가서 대차를 눈앞에 두고 있다. 이에 독일을 드나드는 열차는 도이체 반과 함께 ICE TD를 투입하기로 했다. ICE-TD 단가 및 덴마크 현지화에 대한 비용은 제법 비싸지만, 임시로라도 13편성을 빌리기로 하였다.
2008년 10월 DSB에서는 45량의 2층 디젤 열차를 봄바디어에서 도입하기로 하였다. 이 열차는 2009년 말부터 반입될 예정이다.

## 도입 역사

### 2000년대
- 2000년 12월: 유럽 연합 국가를 대상으로 한 국제 입찰에서 안살도브레다가 IC4 83편성을 수주하였다.
- 2002년 11월: 안살도브레다와 IC2 23편성 계약이 진행되었다.
- 2002년 12월: 안살도브레다와 DSB는 계약을 3.5개월 지연하며, 2005/2006년 시간표 개정에 맞추어야 한다고 하였다.
- 2003년 4월: 원래 계획 상으로는 이 시기에 첫 시제차가 출고되어야 하였다.
- 2004년 3월: DSB의 기자 회견에서 안살도브레다 측이 2004/2005년 시간표 개정에 맞추어 첫 편성을 반입하기를 바란다고 밝혔다.
- 2004년 6월: DSB 측에서는 열차의 전기 시스템, 차내 컴퓨터와 기계 장치간 통신에 문제가 있다고 밝혔다. 공급자 측에 크게 실망하였고, 지연 배상금을 물리겠다고 하였다.
- 2005년 2월: 덴마크 감사원에서는 DSB 측에 문제가 없다고 밝혔다.
- 2005년 10월: 안살도브레다 측에서는 2005/2006년 시간표 개정에 맞추어 편성을 반입한다고 밝혔다.
- 2005년 11월: IC4와 IC2 지연 배상금으로 2억 5천만 크로네를 받았다.
- 2007년 6월: 오르후스-린드홀름 간 첫 시운전이 진행되었다.
- 2008년 2월/3월: 2월 22일부터 3월 2일까지 진행된 영업 시운전에서 기름 냄새가 유입된다고 하였다.
- 2008년 3월: 안살도브레다는 14편성에 대한 단일 편성 영업 허가를 신청하였다.
- 2008년 5월: DSB는 안살도브레다에 최고장을 보내 2009년 5월까지 영업 운전이 가능한 상태로 만들 것을 요구하였다.
- 2008년 8월 7일: 올보르-코펜하겐 간 영업 시운전이 진행되었다.
- 2008년 12월: 월-목요일 오르후스-올보르-코펜하겐-오르후스 간 영업 운전이 시작되었다.
- 2009년 1월 27일: 단일 영업 운전 조건부 허가를 받았다.
- 2009년 5월 4일: 병결 영업 운전 조건부 허가를 받았다.
- 2009년 5월 20일: DSB와 안살도브레다는 차량 반입에 대하여 합의하였다.
- 2009년 8월 1일: DSB에서 IC4 반입 이후 영업 운행을 담당하기 위한 관리자를 고용하였다.
- 2009년 8월 31일: 오르후스-콜딩 간 월-목요일 17왕복, 금요일 9왕복 운행이 시작되었다.

### 2010년대
- 2010년 1월 18일: DSB는 코펜하겐-오르후스 간 무정차 ICL 열차를 운행하기 시작하였다. 월~목요일까지 단일 편성 IC4로 운행하며, 운행 시간은 2시간 40분이다.
- 2010년 4월: 1개월당 3편성 반입이 시작되었으며, 오르후스에서 추가 개조가 이루어진다.
- 2010년 4월 8일: 오르후스 근처 보옌스-팅레브에서 2병결 시험 운행이 진행되었다.
- 2010년 5월 9일: 2011년 여름경에 IC4에 식당차가 설치될 예정이라고 밝혔다.
- 2010년 6월 15일: 덴마크의 한 신문에서 DSB 관계자의 말을 인용하여, IC4 2병결 운행은 성공적이었으며 2010년 3사분기에 영업 운행을 시작할 것이라고 밝혔다. 2011년부터는 영업 운행에 본격적으로 사용될 예정이라고 하였다.
- 2010년 8월 16일: 무정차 ICL 열차가 월~목요일 1일 6왕복으로 증편되었다. 열차가 반입된 다음 오르후스에서 개조를 거친 후 영업 허가를 받아야 하므로 추가 도입이 지연될 수 있다고 밝혔다.
- 2010년 8월 24일: DSB는 오르후스 근처 공작창에서 3병결 운행이 성공적이었다고 밝혔다. 3병결 운행은 2011년 말부터 시작하여 2012년 본격적으로 진행될 예정이다. 2010년 9월부터 2병결 운행을 진행한다고 밝혔다.
- 2010년 9월 24일: IC4 2병결 영업 운행이 시작되었다. 금요일 오르후스-콜딩 간을 운행한다.
- 2010년 10월 13일: DSB는 초도 물량 14편성을 이탈리아로 반송하지 않고 덴마크 국내에서 다른 편성과 같은 상태로 개조한다고 밝혔다.
- 2010년 10월 15일: 신규 17편성의 병결 운행이 안정되지 않아서 영업 운행이 지연될 것이라고 밝혔다.
- 2010년 11월 9일: DSB에서 개조를 마친 IC4의 영업 운행이 허가되어, 2011년 1월 17일부터 병결 운행이 시작될 예정이다.
- 2010년 12월: 3병결 시험 운행이 진행되었다.
- 2011년 1월 17일: 첫 병결 장거리 운행이 진행되었다.
- 2011년 1월 20일: DSB는 겨울 동안 ICL 무정차 열차 6편성 중 4편성만 운행한다고 밝혔다. 아직까지 IC4 차량이 충분하지 않으며 일부 차량에서 동계 운행 시 문제가 발견되었다.
- 2011년 2월 15일: 국제 철도 저널에 의하면 IC4 차량이 리비아에서 시험 운행을 거쳤다. 이 차량은 이탈리아의 실비오 베를루스코니 총리가 카다피 집권 40주년 기념 선물로 제공하였다고 추정된다. DSB 측은 이 사실을 몰랐으며, 처음 사진을 보았을 때 가짜라고 생각하였다.[5][6]
- 2011년 3월 8일: DSB는 라네르스에 있는 봄바디어 공장을 임대하여 IC4 개조 작업을 빠르게 진행할 예정이다.